# Matthew Vaughn

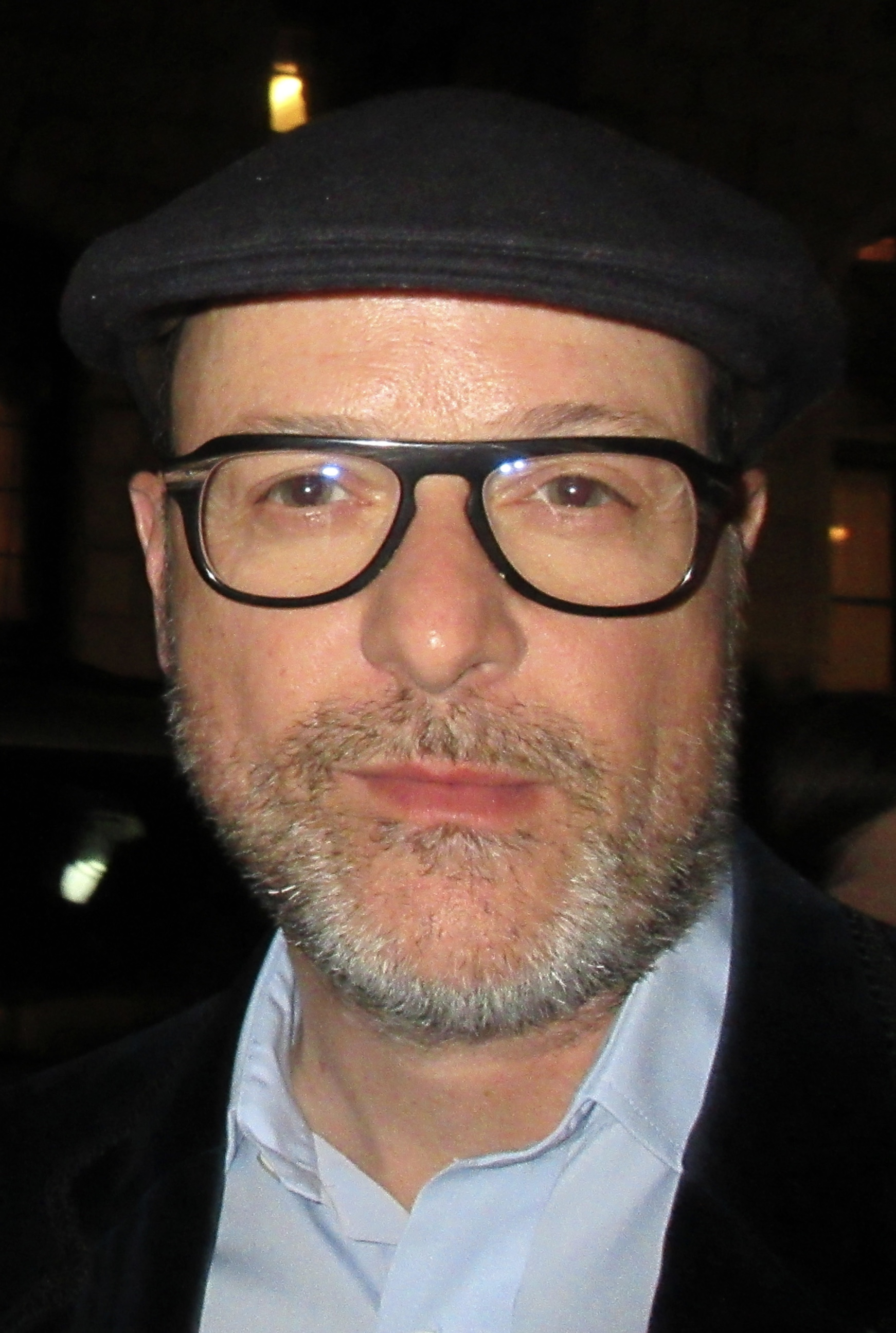
Vaughn (2019)

Matthew Vaughn (* 7. März 1971 in London, England) ist ein britischer Filmproduzent, Regisseur, Drehbuchautor und Unternehmer. 2003 gründete er die Filmproduktionsgesellschaft Marv Studios.

## Leben
Vaughn wurde in dem Glauben erzogen, sein Vater sei der Schauspieler Robert Vaughn. Seine Mutter, die Schauspielerin Kathy Ceaton, war zur Zeit seiner Geburt mit Robert Vaughn liiert; die Beziehung stand aber bereits kurz vor dem Scheitern. Robert Vaughn hat die Vaterschaft immer abgestritten. Als sie schließlich in den 1980er Jahren untersucht wurde, stellte sich heraus, dass der leibliche Vater der britische Aristokrat George Albert Harley Drummond (auch bekannt als George de Vere Drummond) ist. Drummond ist Patenkind von König Georg VI. und Pate des Models Jodie Kidd. Vaughn nahm daher für den privaten Gebrauch den Namen Matthew de Vere Drummond an.
Im Mai 2002 heiratete Matthew Vaughn das deutsche Model Claudia Schiffer. Die beiden haben drei Kinder: einen Jungen und zwei Mädchen. Der Sohn kam am 30. Januar 2003 auf die Welt, die erste Tochter am 11. November 2004 und die zweite am 14. Mai 2010.

## Karriere
Vaughn wurde in der Stowe School in Buckingham unterrichtet. Nach der Schule reiste er mit einer Hard-Rock-Cafe-Tour und kam wieder nach Los Angeles, wo er als Regieassistent zu arbeiten begann. Vaughn kehrte nach London zurück und begann ein Studium der Anthropologie und Geschichte. Da jedoch sein Interesse für Filme anhielt, verließ er nach einigen Wochen die Universität und kehrte nach Los Angeles zurück. Im Alter von 25 Jahren produzierte er einen Thriller namens Der Augenzeuge – Gnadenlos gejagt, der jedoch nicht sehr erfolgreich war.
Mit seinem Freund Guy Ritchie gründete Vaughn 1997 in London die gemeinsame Filmproduktionsfirma Ska Films. Gemeinsam produzierten sie mit Bube, Dame, König, grAS anschließend ihren ersten gemeinsamen Film, der ein kommerzieller Erfolg wurde. Auch die nachfolgenden Filme Snatch und Stürmische Liebe – Swept Away von Guy Ritchie produzierte Vaughn.
Im Jahr 2003 gründete Vaughn die Filmproduktionsgesellschaft Marv Films. Mit dieser gab er im Jahr 2004 mit Layer Cake sein Debüt als Regisseur. Nach dem Erfolg dieses Films wurde ihm die Regie für X-Men 3 angeboten. Er lehnte das Angebot jedoch ab. Stattdessen übernahm er erstmals die Arbeit als Drehbuchautor sowie als Regisseur und Produzent des 2007 erschienenen Fantasyfilms Der Sternwanderer, der auf dem Roman Sternwanderer basiert. Der Film war ein finanzieller Erfolg und erhielt überwiegend positive Kritiken.
Sein Interesse an Comicverfilmungen zeigte sich sowohl durch seine Mitarbeit als Drehbuchautor, Produzent und Regisseur an Kick-Ass im Jahr 2010 als auch 2011 durch Drehbuch und Regie des Films X-Men: Erste Entscheidung, eines Prequels der X-Men-Filmreihe. 2014 realisierte er Kingsman: The Secret Service, eine weitere Comicverfilmung, zu der 2017 eine Fortsetzung und 2021 ein Prequel erschien. Im Anschluss verantwortete Vaughn den auf einer Romanvorlage basierenden Agentenfilm Argylle.

## Stil
Vaughn produzierte zunächst vor allem britische Gangsterfilme. Seit Der Sternwanderer arbeitet er vor allem an Comicverfilmungen, so bei X-Men: Erste Entscheidung und zuvor bei Kick-Ass nach der Comic-Vorlage Mark Millars. Er besitzt die Filmrechte an mehreren Werken des Comicautors Mark Millar.
Ihm ist Handlung wichtiger als der Stil. Vaughn ist sehr involviert in die verschiedenen Teilbereiche seiner Filmproduktionen wie Visuelle Effekte oder Filmmusik.  Auf die musikalische Gestaltung seiner Filme legt Vaughn, der farbenblind ist, besonders viel Wert.
Vaughn arbeitet gerne mit einem eingespielten Team. So setzte er oft auf den gleichen Kameramann, Filmeditor (zuletzt Eddie Hamilton), Filmkomponisten oder auch Produktionsfirmen für Visuelle Effekte. Auch jedes seiner Drehbücher schrieb Vaughn bisher gemeinsam mit der Drehbuchautorin Jane Goldman. Der Schauspieler Mark Strong spielt in den meisten seiner Filme mit.

## Filmografie

### Produzent
- 1995: Der Augenzeuge – Gnadenlos gejagt (The Innocent Sleep)
- 1998: Bube, Dame, König, grAS (Lock, Stock & Two Smoking Barrels)
- 2000: Bube, Dame, König, grAs – Die Serie (Lock, Stock …, Fernsehserie, 7 Folgen)
- 2000: Snatch – Schweine und Diamanten (Snatch)
- 2001: Mean Machine – Die Kampfmaschine (Mean Machine)
- 2002: Stürmische Liebe – Swept Away (Swept Away)
- 2004: Layer Cake
- 2007: Der Sternwanderer (Stardust)
- 2009: Harry Brown
- 2010: Kick-Ass
- 2010: Eine offene Rechnung (The Debt)
- 2013: Kick-Ass 2
- 2014: Kingsman: The Secret Service
- 2015: Fantastic Four
- 2016: Eddie the Eagle – Alles ist möglich (Eddie the Eagle)
- 2017: Kingsman: The Golden Circle
- 2019: Rocketman
- 2021: Silent Night – Und morgen sind wir tot (Silent Night)
- 2021: The King’s Man: The Beginning (The King’s Man)
- 2023: Tetris
- 2024: Argylle
- 2024: Operation Taco Gary’s

### Regisseur
- 2004: Layer Cake
- 2007: Der Sternwanderer (Stardust)
- 2010: Kick-Ass
- 2011: X-Men: Erste Entscheidung (X-Men: First Class)
- 2014: Kingsman: The Secret Service
- 2017: Kingsman: The Golden Circle
- 2021: The King’s Man: The Beginning (The King’s Man)
- 2024: Argylle

### Drehbuchautor
- 2007: Der Sternwanderer (Stardust)
- 2010: Kick-Ass
- 2011: X-Men: Erste Entscheidung (X-Men: First Class)
- 2011: Eine offene Rechnung (The Debt)
- 2014: X-Men: Zukunft ist Vergangenheit (X-Men: Days of Future Past)
- 2014: Kingsman: The Secret Service
- 2017: Kingsman: The Golden Circle
- 2021: The King’s Man: The Beginning (The King’s Man)

## Auszeichnungen
Bube, Dame, König, grAS
- Empire Award, 1999: Best British Film

Stürmische Liebe – Swept Away
- Goldene Himbeere, 2003: Schlechtester Film und Schlechteste Neuverfilmung oder Fortsetzung

Harry Brown
- Empire Awards, 2010: Best British Film

Kick-Ass
- Empire Awards, 2011: Best British Film